# Associazione Sportiva Roma 2010-2011
Questa voce raccoglie le informazioni riguardanti l'Associazione Sportiva Roma nelle competizioni ufficiali della stagione 2010-2011.

## Stagione
La stagione 2010-2011 è la 78ª stagione in Serie A della Roma e la 82ª nel campionato di massima serie italiano. L'allenatore è Claudio Ranieri, commissario tecnico romano originario di San Saba, che ha guidato la squadra anche nella stagione precedente.
Il primo impegno ufficiale della Roma è la Supercoppa italiana. La gara, tuttavia, vede imporsi l'Inter a Milano per 3-1. In campionato, i giallorossi cominciano con il pareggio interno per 0-0 con il neopromosso Cesena e nella giornata seguente vengono pesantemente sconfitti dal Cagliari per 5-1 in trasferta.
Dopo un pareggio per 2-2 in casa con il Bologna (con gli emiliani che rimontano uno svantaggio di due gol) e una discussa sconfitta per 2-1 con il Brescia, la Roma ottiene, all'Olimpico, la prima vittoria stagionale, battendo, con un gol di Mirko Vučinić allo scadere, l'Inter. Dopo aver perso per 2-0 in esterna con il Napoli, la Roma rimane imbattuta per 7 partite, vincendo anche il Derby di Roma per 2-0, contro la Fiorentina per 3-2 e pareggiando per 1-1 a Torino contro la Juventus e salendo dalla zona retrocessione al quinto posto. Persa la partita seguente per 3-1 con il Palermo in Sicilia e pareggiata per 2-2 la partita esterna con il Chievo (con i clivensi che, anche qui, rimontano uno svantaggio di due gol), la Roma ottiene una vittoria di misura sul Bari (1-0) e quindi vince lo scontro diretto con il Milan per 1-0 a San Siro.
Dopo la pausa invernale, la Roma sconfigge 4-2 il Catania in casa e entra in zona Champions, per poi perdere contro la Sampdoria a Genova, con i blucerchiati vincenti per 2-1 in rimonta. Inizia quindi il girone di ritorno, che per la Roma comincia con tre risultati utili, due vittorie contro Cesena fuori casa (1-0) e Cagliari in casa (3-0) e un pareggio, sempre in casa, con il Brescia (1-1). Viene poi però sconfitta per 5-3 dall'Inter a Milano. Seguono quindi la prima sconfitta interna della stagione, per 2-0 con il Napoli, e poi una incredibile sconfitta esterna per 4-3 con il Genoa, con la Roma che, avanti per 3-0, subisce ben 4 gol negli ultimi 40 minuti di partita. A seguito di questo risultato, vista la cattiva posizione di classifica della Roma  (ottavo posto) , Claudio Ranieri si dimette dal ruolo di allenatore, che viene affidato a Vincenzo Montella, allenatore delle giovanili e bandiera romanista, che esordisce con una vittoria esterna per 1-0 contro il Bologna, nel recupero della terza giornata di ritorno. Dopo un pareggio interno per 2-2 con il Parma, anche in questo caso con i ducali che rimontano due reti di svantaggio, e una vittoria esterna per 2-1 con il Lecce, la Roma vince il terzo derby stagionale, battendo per 2-0 Lazio con una doppietta di Francesco Totti e portandosi a - 4 dal 4º posto.
Per la seconda volta nella sua storia, la Roma vince 5 derby di fila (ma in due stagioni). La giornata successiva, a Firenze, la Roma pareggia 2-2 con i padroni di casa grazie a un'altra doppietta di Totti, che si sblocca nello stadio dove non aveva mai segnato. Poi la Roma fa 13 punti nelle ultime partite di campionato ma dopo la sconfitta contro il Catania per 2-1, la Roma rimane fuori dalla Champions League. La stagione si chiude con un 3-1 in favore dei giallorossi all'Olimpico contro la Sampdoria, la quale retrocede in Serie B e si qualifica ai preliminari di Europa League con il sesto posto. In Coppa Italia la Roma comincia dagli ottavi, dove sconfigge la Lazio per 2-1 nel secondo derby cittadino stagionale. Ai quarti elimina la Juventus, vincendo per 2-0 fuori casa. In semifinale viene eliminata dall'Inter.
In Champions League la Roma è sorteggiata nel gruppo E con Bayern Monaco, Cluj e Basilea. La Roma comincia con una sconfitta esterna per 2-0 con i tedeschi del Bayern Monaco, per poi vincere la partita seguente per 2-1 con i romeni del Cluj. La terza giornata vede la Roma perdere un'altra partita, in casa per 3-1 con gli svizzeri del Basilea. Tuttavia, nella partita seguente, sempre contro il Basilea, ma in Svizzera, i giallorossi vincono per 3-2 e si rimettono in corsa per gli ottavi. Quindi, la Roma trionfa contro il Bayern Monaco in casa, vincendo 3-2 in rimonta, dopo essere passati in svantaggio di due gol. Nell'ultima giornata dei gironi, la Roma pareggia 1-1 in Romania con il Cluj, qualificandosi agli ottavi. Qui viene sorteggiata contro gli ucraini dello Šachtar, che eliminano i giallorossi vincendo 3-2 a Roma e 3-0 in Ucraina.

## Divise e sponsor
Lo sponsor tecnico per la stagione 2010-2011 è Kappa, mentre lo sponsor ufficiale è Wind.
La prima divisa è costituita da maglia rossa con bordi manica e colletto gialli, pantaloncini bianchi e calzettoni neri. In trasferta i Lupi usano una costituita da maglia bianca con dettagli giallorossi e il "Lupetto" di Piero Gratton al posto dello stemma societario, pantaloncini bianchi, calzettoni bianchi. Come terza divisa viene usato un kit nero con dettagli gialli. I portieri usano tre divise: una nera, una rossa, una grigia, tutte con dettagli gialli.
| Casa | Trasferta | Terza divisa | 1ª portiere | 2ª portiere | 3ª portiere |

## Organigramma societario
Di seguito l'organigramma societario.
Area direttiva
- Presidente e amministratore delegato: Rosella Sensi
- Vice Presidenti: Ciro Di Martino, Giovanni Ferreri

Area organizzativa
- Coordinatore e ottimizzatore delle risorse umane dell'area sportiva: Gian Paolo Montali
- Responsabile organizzativo e logistica: Antonio Tempestilli
- Responsabile organizzazione e stadio: Maurizio Cenci
- Team manager: Salvatore Scaglia
- Dirigente addetto agli arbitri: Vittorio Benedetti

Area comunicazione
- Responsabile comunicazione: Elena Turra

Area tecnica
- Direttore sportivo: Daniele Pradè
- Direttore tecnico e responsabile Settore Giovanile: Bruno Conti
- Allenatore: Claudio Ranieri (fino al 21 febbraio 2011, Vincenzo Montella (dal 21 febbraio 2011)
- Allenatore in seconda: Christian Damiano (fino al 21 febbraio 2011), Aurelio Andreazzoli (dal 21 febbraio 2011)
- Collaboratori tecnici: Paolo Benetti (fino al 21 febbraio 2011), Daniele Russo (dal 21 febbraio 2011)
- Preparatori atletici: Luca Franceschi, Vito Scala, Paolo Bertelli
- Allenatore dei portieri: Giorgio Pellizzaro (fino al 21 febbraio 2011), Guido Nanni

Area sanitaria
- Responsabile sanitario: Vincenzo Affinito
- Massaggiatore: Giorgio Rossi
- Medico Responsabile Prima Squadra: Luca Pengue
- Fisioterapista: Silio Musa, Silvano Cotti, Vincenzo Buzzi, Umberto Mei, Alessandro Cardini
- Servizio di Fisioterapia: Francesco Di Pilla (coord.), Marco Di Giovanbattista, Enrico Damiani, Marco Mafrica

## Rosa
Di seguito la rosa.
| N. |                       | Ruolo | Calciatore                       |
| -- | --------------------- | ----- | -------------------------------- |
| 1  | Romania (bandiera)    | P     | Bogdan Lobonț                    |
| 2  | Brasile (bandiera)    | D     | Cicinho                          |
| 3  | Italia (bandiera)     | D     | Paolo Castellini                 |
| 4  | Brasile (bandiera)    | D     | Juan                             |
| 5  | Francia (bandiera)    | D     | Philippe Mexès                   |
| 7  | Cile (bandiera)       | C     | David Pizarro                    |
| 8  | Brasile (bandiera)    | A     | Adriano                          |
| 9  | Montenegro (bandiera) | A     | Mirko Vučinić                    |
| 10 | Italia (bandiera)     | A     | Francesco Totti (capitano)       |
| 11 | Brasile (bandiera)    | C     | Rodrigo Taddei                   |
| 13 | Portogallo (bandiera) | D     | Vitorino Antunes                 |
| 15 | Italia (bandiera)     | D     | Simone Loria                     |
| 16 | Italia (bandiera)     | C     | Daniele De Rossi (vice capitano) |
| 17 | Norvegia (bandiera)   | D     | John Arne Riise                  |
| 19 | Brasile (bandiera)    | A     | Júlio Baptista                   |
| 20 | Italia (bandiera)     | C     | Simone Perrotta                  |
| 22 | Italia (bandiera)     | A     | Marco Borriello                  |

| N. |                      | Ruolo | Calciatore          |
| -- | -------------------- | ----- | ------------------- |
| 23 | Italia (bandiera)    | C     | Leandro Greco       |
| 25 | Argentina (bandiera) | D     | Guillermo Burdisso  |
| 27 | Brasile (bandiera)   | P     | Júlio Sérgio        |
| 29 | Argentina (bandiera) | D     | Nicolás Burdisso    |
| 30 | Brasile (bandiera)   | C     | Fábio Simplício     |
| 32 | Brasile (bandiera)   | P     | Doni                |
| 33 | Italia (bandiera)    | C     | Matteo Brighi       |
| 40 | Romania (bandiera)   | P     | Alexandru Pena      |
| 45 | Italia (bandiera)    | C     | Stefano Pettinari   |
| 47 | Italia (bandiera)    | A     | Gianluca Caprari    |
| 48 | Italia (bandiera)    | C     | Alessandro Florenzi |
| 77 | Italia (bandiera)    | D     | Marco Cassetti      |
| 87 | Italia (bandiera)    | D     | Aleandro Rosi       |
| 89 | Italia (bandiera)    | A     | Stefano Okaka       |
| 94 | Francia (bandiera)   | A     | Jérémy Ménez        |
|    | Italia (bandiera)    | A     | Valerio Virga       |

## Calciomercato
Di seguito il calciomercato.

### Sessione estiva(dall'1/7 al 31/8)
| Acquisti | Acquisti              | Acquisti        | Acquisti                                             |
| R.       | Nome                  | da              | Modalità                                             |
| -------- | --------------------- | --------------- | ---------------------------------------------------- |
| P        | Bogdan Lobonț         | Dinamo Bucarest | riscatto prestito (0,8 mln €)                        |
| D        | Vitorino Antunes      | Leixões         | fine prestito                                        |
| D        | Guillermo Burdisso    | Rosario Central | prestito con diritto di riscatto (0,5 mln €)         |
| D        | Nicolás Burdisso      | Inter           | definitivo (8 mln €)                                 |
| D        | Paolo Castellini      | Parma           | prestito gratuito con diritto di riscatto            |
| D        | Cicinho               | San Paolo       | fine prestito                                        |
| D        | Alessandro Crescenzi  | Grosseto        | fine prestito                                        |
| D        | Simone Loria          | Torino          | fine prestito                                        |
| C        | Ahmed Barusso         | Rimini          | riscatto comproprietà (0,1 mln €)                    |
| C        | Andrea Bertolacci     | Lecce           | fine prestito                                        |
| C        | Marco D'Alessandro    | Grosseto        | fine prestito                                        |
| C        | Leandro Greco         | Piacenza        | fine prestito                                        |
| C        | Stefano Guberti       | Sampdoria       | fine prestito                                        |
| C        | Massimiliano Marsili  | Cosenza         | fine prestito                                        |
| C        | Adrian Piț            | Triestina       | fine prestito                                        |
| C        | Aleandro Rosi         | Siena           | rinnovo comproprietà                                 |
| C        | Fábio Simplício       | Palermo         | svincolato                                           |
| C        | Valerio Virga         | Cosenza         | fine prestito                                        |
| A        | Adriano Leite Ribeiro | Flamengo        | svincolato                                           |
| A        | Marco Borriello       | Milan           | prestito gratuito con obbligo di riscatto (10 mln €) |
| A        | Mauro Esposito        | Grosseto        | fine prestito                                        |
| A        | Stefano Okaka         | Fulham          | fine prestito                                        |

| Cessioni | Cessioni             | Cessioni       | Cessioni                                         |
| R.       | Nome                 | a              | Modalità                                         |
| -------- | -------------------- | -------------- | ------------------------------------------------ |
| P        | Artur Moraes         | Braga          | svincolato                                       |
| D        | Marco Andreolli      | Chievo         | definitivo (0,8 milioni € + bonus 0,4 milioni €) |
| D        | Alessandro Crescenzi | Crotone        | prestito diritto riscatto metà                   |
| D        | Alessandro Malomo    | Verona         | prestito diritto riscatto                        |
| D        | Marco Motta          | Udinese        | riscatto comproprietà (1,45 mln €)               |
| D        | Simone Sini          | Lecce          | prestito diritto riscatto metà                   |
| D        | Max Tonetto          |                | fine carriera                                    |
| C        | Ahmed Barusso        | Livorno        | prestito                                         |
| C        | Alessio Cerci        | Fiorentina     | definitivo (4 mln €)                             |
| C        | Marco D'Alessandro   | Bari           | prestito diritto riscatto metà                   |
| C        | Ricardo Faty         | Arīs Salonicco | definitivo (0 mln € + bonus)                     |
| C        | Stefano Guberti      | Sampdoria      | comproprietà (1,5 milioni €)                     |
| C        | Stefano Pettinari    | Siena          | prestito diritto riscatto                        |
| C        | Adrian Stoian        | Pescara        | prestito diritto riscatto metà                   |
| C        | Adrian Piț           | U Cluj         | definitivo (0 mln €)                             |
| A        | Mauro Esposito       | Atletico Roma  | svincolato                                       |
| A        | Filippo Scardina     | Como           | prestito                                         |
| A        | Luca Toni            | Bayern Monaco  | fine prestito                                    |

### Sessione invernale(dal 3/1 al 31/1)
| Acquisti | Acquisti | Acquisti | Acquisti |
| R.       | Nome     | da       | Modalità |
| -------- | -------- | -------- | -------- |
| -        | -        | -        | -        |

| Cessioni | Cessioni              | Cessioni    | Cessioni               |
| R.       | Nome                  | a           | Modalità               |
| -------- | --------------------- | ----------- | ---------------------- |
| D        | Vitorino Antunes      | Livorno     | prestito               |
| D        | Cicinho               | Villarreal  | prestito               |
| A        | Adriano Leite Ribeiro | Corinthians | rescissione            |
| C        | Marco D'Alessandro    | Livorno     | prestito               |
| A        | Júlio Baptista        | Malaga      | definitivo (2.5 mln €) |
| A        | Stefano Okaka         | Bari        | prestito               |

## Risultati

### Supercoppa italiana
| Arbitro: | Bergonzi (Genova) |

|                           |           |           |
| Pandev 41’ Eto'o 70’, 80’ | Marcatori | 21’ Riise |

### Serie A

#### Girone di andata
| Roma 28 agosto 2010, ore 20:45 CEST 1ª giornata | Roma              | 0 – 0 referto | Cesena | Stadio Olimpico di Roma (33.000 spett.)\| Arbitro: \| Gava (Conegliano) \| |
| Arbitro:                                        | Gava (Conegliano) |               |        |                                                                            |

| Arbitro: | Celi (Campobasso) |

|                                                            |           |              |
| Conti 8’ Matri 23’ (rig.), 47’ Acquafresca 38’ Lazzari 88’ | Marcatori | 18’ De Rossi |

| Arbitro: | Peruzzo (Schio) |

|                               |           |                  |
| Borriello 7’ Rubin 59’ (aut.) | Marcatori | 77’, 90’ Di Vaio |

| Arbitro: | Russo (Nola) |

|                                      |           |               |
| Hetemaj 13’ A. Caracciolo 65’ (rig.) | Marcatori | 83’ Borriello |

| Arbitro: | Morganti (Ascoli) |

|               |           |  |
| Vučinić 90+1’ | Marcatori |  |

| Arbitro: | Tagliavento (Terni) |

|                            |           |  |
| Hamšík 72’ Juan 83’ (aut.) | Marcatori |  |

| Arbitro: | Damato (Barletta) |

|                          |           |            |
| Borriello 34’ Brighi 53’ | Marcatori | 78’ Rudolf |

| Parma 24 ottobre 2010, ore 12:30 CEST 8ª giornata | Parma           | 0 – 0 referto | Roma | Stadio Ennio Tardini (13.937 spett.)\| Arbitro: \| Banti (Livorno) \| |
| Arbitro:                                          | Banti (Livorno) |               |      |                                                                       |

| Arbitro: | Gervasoni (Mantova) |

|                          |           |  |
| Burdisso 62’ Vučinić 76’ | Marcatori |  |

| Arbitro: | Morganti (Ascoli Piceno) |

|  |           |                                         |
|  | Marcatori | 52’ (rig.) Borriello 87’ (rig.) Vučinić |

| Arbitro: | Bergonzi (Genova) |

|                                          |           |                              |
| Simplício 45’ Borriello 51’ Perrotta 77’ | Marcatori | 69’ Gilardino 89’ D'Agostino |

| Arbitro: | Rizzoli (Bologna) |

|              |           |                    |
| Iaquinta 35’ | Marcatori | 45+5’ (rig.) Totti |

| Arbitro: | Orsato (Schio) |

|                         |           |  |
| Ménez 24’ Borriello 56’ | Marcatori |  |

| Arbitro: | Brighi (Cesena) |

|                                     |           |             |
| Miccoli 20’ Iličič 61’ Nocerino 65’ | Marcatori | 90+2’ Totti |

| Arbitro: | Rizzoli (Bologna) |

|                              |           |                    |
| Moscardelli 61’ Granoche 85’ | Marcatori | 26’, 44’ Simplício |

| Arbitro: | Romeo (Verona) |

|          |           |  |
| Juan 30’ | Marcatori |  |

| Arbitro: | Damato (Barletta) |

|  |           |               |
|  | Marcatori | 69’ Borriello |

| Arbitro: | Brighi (Cesena) |

|                                      |           |                         |
| Borriello 5’, 47’ Vučinić 86’, 90+4’ | Marcatori | 29’ Silvestre 38’ Lopez |

| Arbitro: | Rocchi (Firenze) |

|                              |           |             |
| Pozzi 58’ (rig.) Guberti 83’ | Marcatori | 17’ Vučinić |

#### Girone di ritorno
| Arbitro: | Giannoccaro (Lecce) |

|  |           |                       |
|  | Marcatori | 89’ (aut.) Pellegrino |

| Arbitro: | Gava (Conegliano Veneto) |

|                                           |           |  |
| Totti 22’ (rig.) Perrotta 70’ Ménez 90+2’ | Marcatori |  |

| Arbitro: | Banti (Livorno) |

|  |           |              |
|  | Marcatori | 45’ De Rossi |

| Arbitro: | De Marco (Chiavari) |

|               |           |          |
| Borriello 58’ | Marcatori | 69’ Éder |

| Arbitro: | Tagliavento (Terni) |

|                                                                  |           |                                     |
| Sneijder 3’ Eto'o 35’, 63’ (rig.) Thiago Motta 71’ Cambiasso 90’ | Marcatori | 13’ Simplício 75’ Vučinić 81’ Loria |

| Arbitro: | Bergonzi (Genova) |

|  |           |                        |
|  | Marcatori | 49’ (rig.), 83’ Cavani |

| Arbitro: | Orsato (Schio) |

|                                    |           |                                 |
| Palacio 52’, 74’ Paloschi 68’, 85’ | Marcatori | 6’ Burdisso 16’ Mexès 51’ Totti |

| Arbitro: | Brighi (Cesena) |

|                           |           |                 |
| Totti 19’ (rig.) Juan 37’ | Marcatori | 74’, 79’ Amauri |

| Arbitro: | Damato (Barletta) |

|                |           |                                |
| Giacomazzi 75’ | Marcatori | 32’ Vučinić 90’ (rig.) Pizarro |

| Arbitro: | Tagliavento (Terni) |

|                         |           |  |
| Totti 70’, 90+3’ (rig.) | Marcatori |  |

| Arbitro: | Mazzoleni (Bergamo) |

|                        |           |                       |
| Mutu 21’ Gamberini 35’ | Marcatori | 27’ (rig.), 52’ Totti |

| Arbitro: | Rocchi (Firenze) |

|  |           |                      |
|  | Marcatori | 59’ Krasić 74’ Matri |

| Arbitro: | Damato (Barletta) |

|               |           |                         |
| Di Natale 87’ | Marcatori | 57’ (rig.), 90+4’ Totti |

| Arbitro: | Romeo (Verona) |

|                                |           |                                       |
| Totti 20’ (rig.) Vučinić 90+2’ | Marcatori | 43’ (rig.) Pinilla 84’, 90’ Hernández |

| Arbitro: | Pierpaoli (Firenze) |

|             |           |  |
| Perrotta 4’ | Marcatori |  |

| Arbitro: | Russo (Nola) |

|                                      |           |                                  |
| Bentivoglio 25’ (rig.) Huseklepp 42’ | Marcatori | 18’ (rig.), 65’ Totti 90+4’ Rosi |

| Roma 7 maggio 2011, ore 20:45 CEST 36ª giornata | Roma                     | 0 – 0 referto | Milan | Stadio Olimpico di Roma (58.083 spett.)\| Arbitro: \| Morganti (Ascoli Piceno) \| |
| Arbitro:                                        | Morganti (Ascoli Piceno) |               |       |                                                                                   |

| Arbitro: | Tagliavento (Terni) |

|                           |           |           |
| Bergessio 78’ Gómez 90+5’ | Marcatori | 14’ Loria |

| Arbitro: | Banti (Livorno) |

|                                     |           |             |
| Totti 30’ Vučinić 70’ Borriello 86’ | Marcatori | 26’ Mannini |

### Coppa Italia

#### Fase finale
| Arbitro: | Bergonzi (Genova) |

|                                    |           |                     |
| Borriello 53’ (rig.) Simplício 77’ | Marcatori | 57’ (rig.) Hernanes |

| Arbitro: | Damato (Barletta) |

|  |           |                          |
|  | Marcatori | 65’ Vučinić 90+1’ Taddei |

| Arbitro: | Rizzoli (Bologna) |

|  |           |               |
|  | Marcatori | 45’ Stanković |

| Arbitro: | Orsato (Schio) |

|           |           |               |
| Eto'o 58’ | Marcatori | 84’ Borriello |

### Champions League

#### Fase a gironi
| Arbitro: | Lannoy |

|                      |           |  |
| Müller 79’ Klose 83’ | Marcatori |  |

| Arbitro: | Eriksson |

|                         |           |          |
| Mexès 69’ Borriello 71’ | Marcatori | 78’ Rada |

| Arbitro: | Nikolaev |

|               |           |                                  |
| Borriello 21’ | Marcatori | 12’ Frei 44’ Inkoom 90+2’ Cabral |

| Arbitro: | Kuipers |

|                      |           |                                      |
| Frei 69’ Shaqiri 84’ | Marcatori | 16’ Ménez 25’ (rig.) Totti 76’ Greco |

| Arbitro: | Undiano Mallenco |

|                                             |           |                |
| Borriello 49’ De Rossi 81’ Totti 84’ (rig.) | Marcatori | 33’, 39’ Gómez |

| Arbitro: | Collum |

|            |           |               |
| Traoré 88’ | Marcatori | 21’ Borriello |

#### Fase ad eliminazione diretta
| Arbitro: | Benquerença |

|                          |           |                                               |
| Raț 28’ (aut.) Ménez 61’ | Marcatori | 29’ Jádson 36’ Douglas Costa 41’ Luiz Adriano |

| Arbitro: | Webb |

|                                       |           |  |
| Hübschman 18’ Willian 58’ Eduardo 87’ | Marcatori |  |

## Statistiche

### Statistiche di squadra
Di seguito le statistiche di squadra aggiornate all'11 maggio 2011.
| Competizione        | Punti | In casa | In casa | In casa | In casa | In casa | In casa | In trasferta | In trasferta | In trasferta | In trasferta | In trasferta | In trasferta | Totale | Totale | Totale | Totale | Totale | Totale | DR |
| Competizione        | Punti | G       | V       | N       | P       | Gf      | Gs      | G            | V            | N            | P            | Gf           | Gs           | G      | V      | N      | P      | Gf     | Gs     | DR |
| ------------------- | ----- | ------- | ------- | ------- | ------- | ------- | ------- | ------------ | ------------ | ------------ | ------------ | ------------ | ------------ | ------ | ------ | ------ | ------ | ------ | ------ | -- |
| Serie A             | 63    | 19      | 11      | 5       | 3       | 31      | 18      | 19           | 7            | 4            | 8            | 28           | 34           | 38     | 18     | 9      | 11     | 59     | 52     | +7 |
| Coppa Italia        | -     | 2       | 1       | 0       | 1       | 2       | 2       | 2            | 1            | 1            | 0            | 3            | 1            | 4      | 2      | 1      | 1      | 5      | 3      | +2 |
| Supercoppa italiana | -     | -       | -       | -       | -       | -       | -       | 1            | 0            | 0            | 1            | 1            | 3            | 1      | 0      | 0      | 1      | 1      | 3      | -2 |
| Champions League    | -     | 4       | 2       | 0       | 2       | 8       | 9       | 4            | 1            | 1            | 2            | 4            | 8            | 8      | 3      | 1      | 4      | 12     | 17     | -5 |
| Totale              | -     | 25      | 14      | 5       | 6       | 41      | 29      | 26           | 9            | 6            | 11           | 36           | 45           | 51     | 23     | 11     | 17     | 77     | 75     | +2 |

### Andamento in campionato
| Giornata  | 1  | 2  | 3  | 4  | 5  | 6  | 7  | 8  | 9 | 10 | 11 | 12 | 13 | 14 | 15 | 16 | 17 | 18 | 19 | 20 | 21 | 22 | 23 | 24 | 25 | 26 | 27 | 28 | 29 | 30 | 31 | 32 | 33 | 34 | 35 | 36 | 37 | 38 |
| --------- | -- | -- | -- | -- | -- | -- | -- | -- | - | -- | -- | -- | -- | -- | -- | -- | -- | -- | -- | -- | -- | -- | -- | -- | -- | -- | -- | -- | -- | -- | -- | -- | -- | -- | -- | -- | -- | -- |
| Luogo     | C  | T  | C  | T  | C  | T  | C  | T  | C | T  | C  | T  | C  | T  | T  | C  | T  | C  | T  | T  | C  | T  | C  | T  | C  | T  | C  | T  | C  | T  | C  | T  | C  | C  | T  | C  | T  | C  |
| Risultato | N  | P  | N  | P  | V  | P  | V  | N  | V | V  | V  | N  | V  | P  | N  | V  | V  | V  | P  | V  | V  | V  | N  | P  | P  | P  | N  | V  | V  | N  | P  | V  | P  | V  | V  | N  | P  | V  |
| Posizione | 14 | 19 | 17 | 19 | 18 | 19 | 13 | 14 | 9 | 7  | 6  | 6  | 5  | 7  | 8  | 7  | 6  | 5  | 5  | 5  | 4  | 4  | 4  | 5  | 6  | 6  | 6  | 6  | 6  | 6  | 6  | 6  | 6  | 6  | 6  | 6  | 6  | 6  |

Legenda:

Luogo: C = Casa; T = Trasferta. Risultato: V = Vittoria; N = Pareggio; P = Sconfitta.

### Statistiche dei giocatori
Sono in corsivo i calciatori che hanno lasciato la società a stagione in corso. Tra parentesi le autoreti.
| Giocatore     | Serie A  | Serie A | Serie A     | Serie A    | Coppa Italia | Coppa Italia | Coppa Italia | Coppa Italia | Champions League | Champions League | Champions League | Champions League | Totale   | Totale | Totale      | Totale     |
| Giocatore     | Presenze | Reti    | Ammonizioni | Espulsioni | Presenze     | Reti         | Ammonizioni  | Espulsioni   | Presenze         | Reti             | Ammonizioni      | Espulsioni       | Presenze | Reti   | Ammonizioni | Espulsioni |
| ------------- | -------- | ------- | ----------- | ---------- | ------------ | ------------ | ------------ | ------------ | ---------------- | ---------------- | ---------------- | ---------------- | -------- | ------ | ----------- | ---------- |
| Adriano       | 5        | 0       | 0           | 0          | 1            | 0            | 0            | 0            | 1                | 0                | 0                | 0                | 7        | 0      | 0           | 0          |
| V. Antunes    | 0        | 0       | 0           | 0          | 0            | 0            | 0            | 0            | 0                | 0                | 0                | 0                | 0        | 0      | 0           | 0          |
| J. Baptista   | 7        | 0       | 0           | 0          | 0            | 0            | 0            | 0            | 1                | 0                | 0                | 0                | 8        | 0      | 0           | 0          |
| M. Borriello  | 34       | 11      | 0           | 0          | 4            | 2            | 0            | 0            | 8                | 4                | 0                | 0                | 46       | 17     | 0           | 0          |
| M. Brighi     | 25       | 1       | 1           | 0          | 2            | 0            | 0            | 0            | 5                | 0                | 0                | 0                | 32       | 1      | 1           | 0          |
| G. Burdisso   | 2        | 0       | 0           | 0          | 0            | 0            | 0            | 0            | 1                | 0                | 0                | 0                | 3        | 0      | 0           | 0          |
| N. Burdisso   | 28       | 2       | 3           | 2          | 4            | 0            | 0            | 0            | 8                | 0                | 0                | 0                | 40       | 2      | 3           | 2          |
| G. Caprari    | 2        | 0       | 0           | 0          | 1            | 0            | 0            | 0            | 1                | 0                | 0                | 0                | 4        | 0      | 0           | 0          |
| M. Cassetti   | 32       | 0       | 6           | 0          | 3            | 0            | 0            | 0            | 7                | 0                | 1                | 0                | 42       | 0      | 7           | 0          |
| P. Castellini | 8        | 0       | 0           | 0          | 0            | 0            | 0            | 0            | 4                | 0                | 0                | 0                | 12       | 0      | 0           | 0          |
| Cicinho       | 6        | 0       | 0           | 0          | 0            | 0            | 0            | 0            | 2                | 0                | 0                | 0                | 8        | 0      | 0           | 0          |
| D. De Rossi   | 28       | 2       | 0           | 0          | 4            | 0            | 0            | 0            | 7                | 1                | 0                | 0                | 39       | 3      | 0           | 0          |
| Doni          | 16       | -17     | 0           | 0          | 2            | -2           | 0            | 0            | 2                | -6               | 0                | 0                | 20       | -25    | 0           | 0          |
| A. Florenzi   | 1        | 0       | 0           | 0          | 0            | 0            | 0            | 0            | 0                | 0                | 0                | 0                | 1        | 0      | 0           | 0          |
| L. Greco      | 14       | 0       | 0           | 0          | 2            | 0            | 0            | 0            | 3                | 1                | 0                | 0                | 19       | 1      | 0           | 0          |
| Juan          | 31       | 2 (1)   | 0           | 0          | 3            | 0            | 0            | 0            | 3                | 0                | 0                | 0                | 37       | 2 (1)  | 0           | 0          |
| Júlio Sérgio  | 19       | -31     | 1           | 1          | 2            | -1           | 0            | 0            | 3                | -6               | 0                | 0                | 24       | -38    | 1           | 1          |
| B. Lobonț     | 6        | -4      | 0           | 0          | 0            | 0            | 0            | 0            | 3                | -5               | 0                | 0                | 9        | -9     | 0           | 0          |
| S. Loria      | 6        | 2       | 0           | 0          | 0            | 0            | 0            | 0            | 0                | 0                | 0                | 0                | 6        | 2      | 0           | 0          |
| J. Ménez      | 32       | 2       | 1           | 0          | 4            | 0            | 0            | 0            | 6                | 2                | 0                | 0                | 42       | 4      | 1           | 0          |
| P. Mexès      | 22       | 1       | 0           | 1          | 2            | 0            | 0            | 0            | 6                | 1                | 1                | 0                | 30       | 2      | 1           | 1          |
| S. Okaka      | 4        | 0       | 1           | 0          | 0            | 0            | 0            | 0            | 0                | 0                | 0                | 0                | 4        | 0      | 1           | 0          |
| S. Perrotta   | 26       | 3       | 5           | 0          | 3            | 0            | 0            | 0            | 6                | 1                | 0                | 0                | 35       | 4      | 5           | 0          |
| D. Pizarro    | 22       | 1       | 1           | 0          | 2            | 0            | 0            | 0            | 5                | 0                | 0                | 0                | 29       | 1      | 1           | 0          |
| J.A. Riise    | 32       | 0       | 0           | 0          | 4            | 0            | 0            | 0            | 5                | 0                | 0                | 0                | 41       | 0      | 0           | 0          |
| A. Rosi       | 16       | 1       | 2           | 0          | 1            | 0            | 0            | 0            | 2                | 0                | 0                | 0                | 19       | 1      | 2           | 0          |
| F. Simplício  | 24       | 4       | 0           | 0          | 4            | 1            | 0            | 0            | 3                | 0                | 0                | 0                | 31       | 5      | 0           | 0          |
| R. Taddei     | 23       | 0       | 0           | 0          | 2            | 1            | 0            | 0            | 3                | 0                | 0                | 0                | 28       | 1      | 0           | 0          |
| F. Totti      | 32       | 15      | 1           | 1          | 0            | 0            | 0            | 0            | 7                | 2                | 0                | 0                | 39       | 17     | 1           | 1          |
| M. Vučinić    | 28       | 10      | 1           | 0          | 4            | 1            | 0            | 0            | 5                | 0                | 0                | 0                | 37       | 11     | 1           | 0          |

## Giovanili

### Organigramma societario
Area direttiva
- Allenatore: Alberto De Rossi
- Responsabile organizzativo: Bruno Conti

### Piazzamenti

#### Primavera
- Campionato primavera: Vincitore[79]
- Coppa Italia: Semifinale[80]
- Torneo di Viareggio 2012: Ottavi di finale[81]